# Albin Köbis

Albin Köbis auf einer Briefmarke von 1967

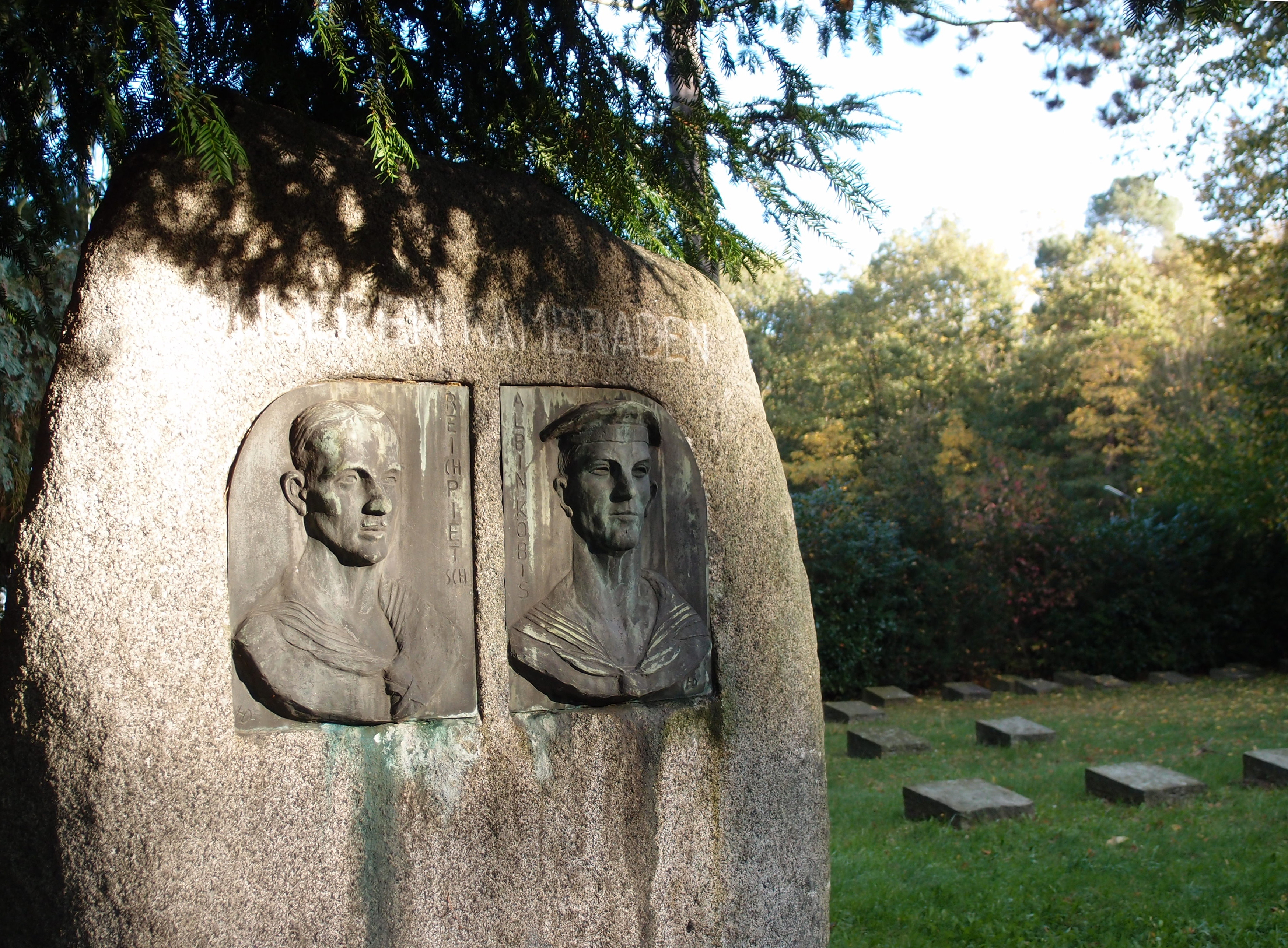
Reliefs von Albin Köbis (rechts) und Max Reichpietsch auf deren Grabstein innerhalb der heutigen Luftwaffenkaserne Wahn

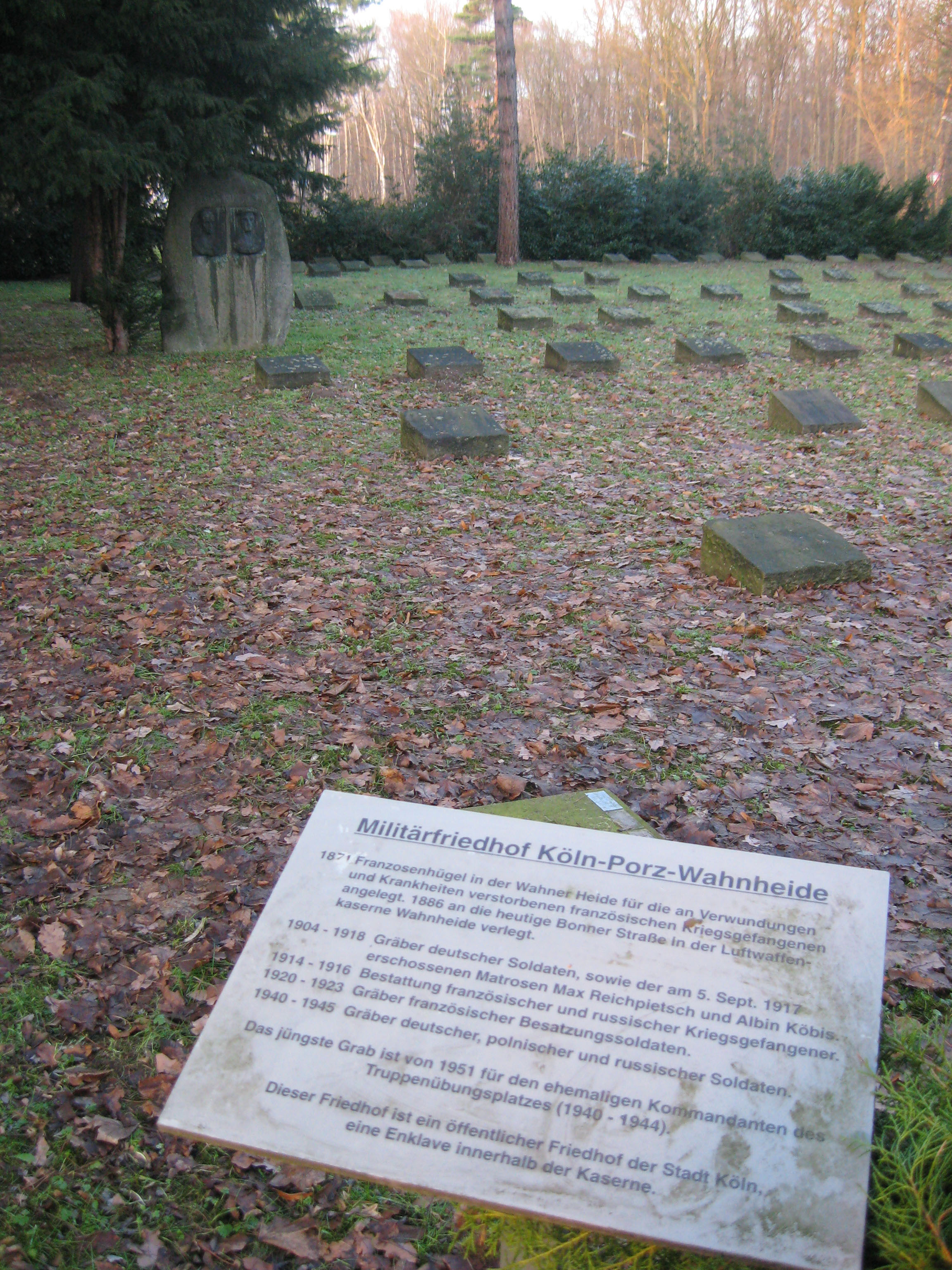
Militärfriedhof mit Erinnerungstafel

Hermann Albin Köbis (* 18. Dezember 1892 in Pankow, Kreis Niederbarnim; † 5. September 1917 bei Wahn am Rhein) war ein deutscher Soldat der Kaiserlichen Marine, der wegen Beteiligung an einer Meuterei während des Ersten Weltkriegs hingerichtet wurde.

## Leben
Albin Köbis, Sohn eines Schlossers, wuchs zwischen den Fabriken des Berliner „Feuerlands“ in der Chausseestraße 16 auf. 1912 trat er freiwillig in die Kaiserliche Marine ein. Politisch stand er dann dem linken SPD-Flügel und später der USPD nahe. Während des Ersten Weltkriegs nahm er Kontakt zu Besatzungsmitgliedern anderer deutscher Kriegsschiffe auf, um eine Bewegung zum baldigen Ende des Krieges zu initiieren. 1917 war er Heizer auf dem Linienschiff Prinzregent Luitpold. Die ständige Kürzung der Rationen führte zu Fällen von Befehlsverweigerung, auf der Fahrt von Kiel nach Wilhelmshaven am 19. Juli 1917 mitten im Kaiser-Wilhelm-Kanal, der dadurch blockiert wurde. Am 24. Juli trafen sich Vertreter der Besatzungen zu einer Beratung, auf der die Durchführung einer Friedensdemonstration zusammen mit Werftarbeitern als Ziel gesetzt wurde. Auf einer Vertrauensleuteversammlung am 27. Juli wurde das Aktionsprogramm konkretisiert und eine Koordinierungsgruppe aus Oberheizer Albin Köbis und Wilhelm Weber, Matrose Max Reichpietsch, Heizer Hans Beckers und Willy Sachse gebildet.
Köbis wurde bei der Niederschlagung der Rebellion 1917 verhaftet und am 25. und 26. August von einem Kriegsgericht zusammen mit den vier anderen Mitgliedern der Koordinierungsgruppe wegen „vollendeten Aufstandes im Kriege“ zum Tode verurteilt. Drei der zum Tode Verurteilten wurden vom Oberbefehlshaber der Flotte begnadigt, Köbis und Reichpietsch wurden jedoch als Rädelsführer am 5. September auf dem Gelände des Fußartillerie-Schießplatzes Wahn am Rhein erschossen. Ihr Grab und ein gemeinsamer Gedenkstein befinden sich auf einem öffentlichen Friedhof (Militärfriedhof) der Stadt Köln innerhalb des militärischen Sicherheitsbereichs der heutigen Luftwaffenkaserne Wahn.
Im weiteren Sinne kann man ihn als Vorkämpfer des Kieler Matrosenaufstands und der Novemberrevolution sehen, die zum Sturz der Monarchie am Ende des Ersten Weltkrieges führten. Für die deutsche Rechte war er ein Vaterlandsverräter. Die deutsche Linke, insbesondere die KPD, sah in Albin Köbis und Max Reichpietsch Helden.

## Erinnerungskultur

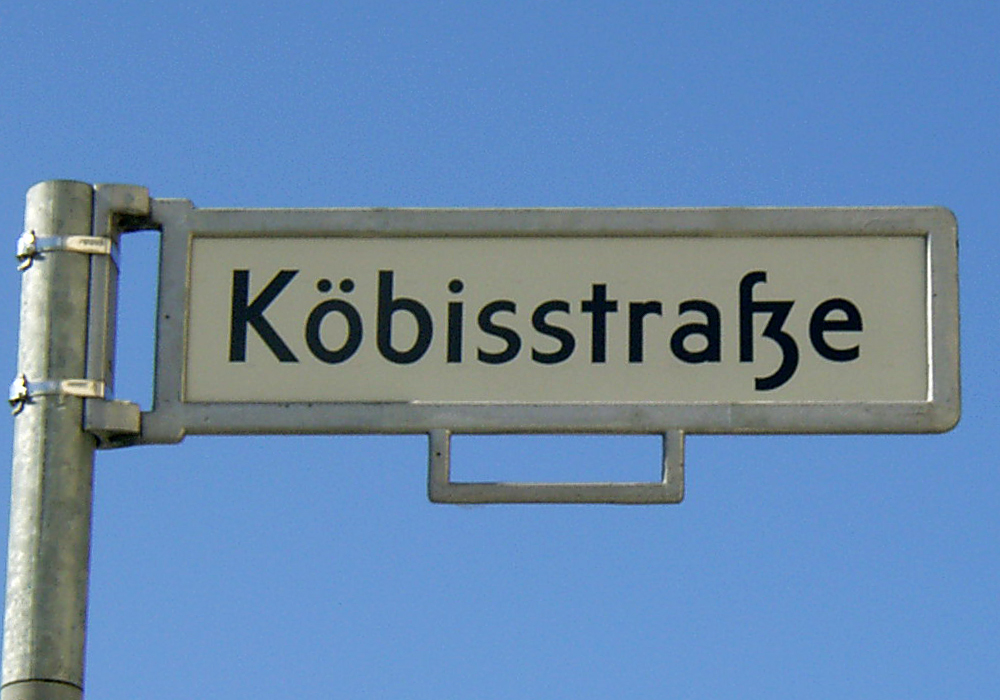
Straßenschild der Köbisstraße in Berlin-Tiergarten

In den 1920er Jahren gab es jährliche Gedächtnisveranstaltungen des Roten Frontkämpferbundes (RFB) in Wahnheide. Theodor Plievier widmete seinen Roman „Des Kaisers Kulis. Roman der deutschen Flotte“ von 1930 Köbis und Reichpietsch.
Im geteilten Nachkriegsdeutschland nahm Köbis in der Erinnerungskultur von Ost und West einen unterschiedlichen Platz ein. Während in der DDR Straßen, Schiffe und Einrichtungen nach ihm und Reichpietsch benannt wurden, hielt in der Bundesrepublik nur die KPD bis zu ihrem Verbot 1956 Gedenkveranstaltungen für ihn ab.
- Am Geburtshaus in der Berlin-Pankower Schulzestraße 36 befindet sich eine Gedenktafel für Köbis.
- Auch Schulen sind nach ihm benannt worden.
- Die FDJ-Grundorganisation des VEB Deutsche Seereederei Rostock trug in den 1960er Jahren dessen Namen als Verpflichtung.
- In Berlin-Grünau findet jährlich ein „Max Reichpietsch Albin Köbis Gedächtnis Pokal“ statt – im Jahr 2018 zum 60. Mal. Hierbei handelt es sich um eine Segelregatta auf dem Müggelsee und dem Langen See.
- In Grimma (Sachsen) ist der an der Mulde gelegene „Seesportverein Albin Köbis e. V.“ nach ihm benannt.

Nach Köbis benannte Straßen und Plätze:
- In Köln-Porz-Wahn sind zwei Straßen nach Albin Köbis und Max Reichpietsch benannt.
- Nach Max Reichpietsch ist in Berlin (Tiergarten) das ehemalige Tirpitzufer (nach Admiral von Tirpitz) in Reichpietschufer benannt, von dem die Köbisstraße abzweigt.[3]
- In der brandenburgischen Gemeinde Glienicke/Nordbahn wurde während der DDR-Zeit die Bismarckstraße in Koebisstraße umbenannt.
- In der norddeutschen Stadt Wismar gibt es einen Albin-Köbis-Weg sowie angrenzend den Max-Reichpietsch-Weg.
- In der Dresdener Neustadt gab es von 1945 bis 1991 den Köbisplatz (jetzt Rosa-Luxemburg-Platz), daran anschließend das Reichpietschufer (jetzt Carusufer).
- In Leipzig gibt es eine Köbisstraße, eine Querstraße dazu ist die Reichpietschstraße.
- In Rostock-Markgrafenheide, nur wenige Meter von der Ostsee und der Marinekaserne entfernt, liegt die Albin-Köbis-Straße.
- In Strausberg (Vorstadt) sind ebenfalls zwei Straßen nach Albin Köbis und Max Reichpietsch benannt.

Nach Köbis benannte Schiffe:
- Staatsyachten der DDR: die 1952 fertiggestellte Albin Köbis, sowie die 1974 fertiggestellte A. Köbis.
- Das 1965/66 gebaute Frachtschiff der DSR Albin Köbis
- Kieler Gaffelketsch Albin Köbis
- Eine der ersten Hochseejachten der „GST-Hochsee-Yachten-Station“ Greifswald-Wieck, der späteren GST-Marineschule „August Lütgens“, trug ebenfalls seinen Namen. Der mit 50 m² Segelfläche ausgerüstete „Seekreuzer“ Albin Köbis war von 1954 bis 1958 in Greifswald-Wieck stationiert und wurde anschließend nach Stralsund verlegt.

## Filme
- Das Lied der Matrosen, DEFA 1958, 126 Min., Regie: Kurt Maetzig und Günter Reisch, Drehbuch: Karl Georg Egel und Paul Wiens, mit Günther Simon, Raimund Schelcher u. a. (in dem Film bildet die Erschießung von Köbis und Reichpietsch den Ausgangspunkt der Handlung).
- Marinemeuterei 1917, ZDF 1969, 90 Min., Regie: Hermann Kugelstadt, Drehbuch: Michael Mansfeld, mit Dieter Wilken (als Albin Köbis), Karl-Heinz von Hassel, Volkert Kraeft, Claus Wilcke u. a. (dieser Film schildert dezidiert die Meuterei und den Prozess gegen die Meuterer).